# Olof Hanner
Olof Hanner, född den 7 december 1922 i Stockholm, död den 19 september 2015 i Göteborg, var en svensk professor i matematik.

## Biografi
Hanner föddes som son till revisorn John Hanner och tog studentexamen år 1941. Han var anställd som amanuens och studerade vid Stockholms högskola, där han avlade en fil.lic. i matematik år 1947. Hanner var under ett år biträdande lärare i Lund och studerade läsåret 1949/1950 vid Institute for Advanced Study i Princeton, varefter han publicerade två vetenskapliga arbeten. Han forskade om allmän topologi och disputerade vid Stockholms högskola år 1952 med avhandlingen Retraction and Extension of Mappings. Han fick därefter en docenttjänst och år 1957 blev han laborator i matematik vid Stockholms högskola. Hanners forskning gav upphov till de etablerade begreppen Hannerpolytoper och Hannerrum. Han blev professor i matematik vid Göteborgs universitet år 1963.